# Marek Pupiusz Pizon Frugi Kalpurnian
Marcus Pupius Piso Frugi Calpurnianus – polityk rzymski okresu schyłku republiki.
Syn Lucjusza Kalpurniusza Pizona Frugi, pretora w 112 p.n.e. Około 90 p.n.e. adoptowany przez Marka Pupiusza gdy ten był już bardzo stary.
W młodości oddawał się studiom retorycznym i filozoficznym. Jego nauczycielem był perypatetyk Staseas z Neapolu. Marek Tuliusz Cyceron wspomina, że codziennie uprawiał ćwiczenia retororyczne po łacinie i po grecku wraz ze swoimi przyjaciółmi: Kwintusem Pompejuszem Bityńskim i właśnie z Markiem Pupiuszem. Pod koniec 79 p.n.e. Marek Pupiusz odbył podróż do Grecji, prawdopodobnie razem z Cyceronem i jego bratem, sugeruje to wzmianka o ich wspólnym pobycie w Metaponcie. W 84 p.n.e., po śmierci Korneliusza Cynny, poślubił wdowę po nim, Annię. Jednak w 81 p.n.e. rozwiódł się z nią, żeby przypodobać się Sulli. Wellejusz Paterkulus przeciwstawia jego postawę zachowaniu Cezara, który będąc zięciem Cynny, nie odtrącił jego córki z lęku przed represjami. W 83 p.n.e. sprawował urząd kwestora. Został przydzielony do konsula Lucjusza Korneliusza Scypiona Azjatyckiego, ale odmówił przyjęcia obowiązków, zajmując inną pozycję w toczącej się wojnie domowej. W 74 p.n.e. starał się o urząd edyla, ale przegrał wybory z Markiem Sejuszem, choć ten ostatni na skutek procesu sądowego stracił znaczną część majątku, spadając poniżej cenzusu ekwity. W 72 p.n.e. sprawował funkcję pretora, a w roku następnym objął jako prokonsul namiestnictwo prowincji Hiszpania. Po powrocie z prowincji odbył triumf, bez, według jego przeciwników, dostatecznych osiągnięć. W 67 p.n.e. został legatem Pompejusza w wojnie z piratami. Prowadził działania wojenne w Bosforze i Propontydzie. Pozostał legatem Pompejusza w wojnie z Mitrydatesem. Brał udział w 63 p.n.e. w zdobyciu Jerozolimy. W 61 p.n.e. przy aktywnym poparciu Pompejusza został wybrany konsulem razem z Markiem Waleriuszem Messalą Nigrem. Już na początku konsulatu mocno uraził Cycerona, nie pytając go jako pierwszego o zdanie w czasie dyskusji w senacie, co ustalało porządek zabierania głosu na cały rok. Bronił Klodiusza oskarżonego o sprofanowanie misteriów ku czci Dobrej Bogini (Bona Dea). W grudniu 62 p.n.e. Klodiusz w kobiecym przebraniu wszedł do domu Cezara, ówczesnego najwyższego kapłana (pontifex maximus), gdzie odbywały się właśnie doroczne misteria ku czci Dobrej Bogini, i gdzie w tym czasie wstęp mężczyzn był zabroniony. Celem tej wizyty miała być schadzka z Pompeją, żoną Cezara.
Ostatecznie, dzięki przekupstwu, Klodiusz został uniewinniony.
Cyceron zwalczający Klodiusz, atakował też jego popleczników, w tym Pizona, i doprowadził do powzięcia przez senat uchwały odbierającej Pupiuszowi Pizonowi przeznaczoną już dla niego prowincję Syrię.
Mimo że Marek Pupiusz był przeciwnikiem politycznym Cycerona, który z pogardą wypowiadał się o działalności konsula z 61 p.n.e., po latach wprowadził Cyceron go do dialogu „Problemy najwyższego dobra i zła (De finibus)”. Opisuje w nim wycieczkę w czasie wspólnych studiów w Atenach do gaju, w którym Platon założył kiedyś Akademię. Pizon wygłasza wykłada o tym, co jest najwyższym dobrem według filozofii perypatetycznej.

## Drzewo genealogiczne
|                                                           |                                                           |  |                                                                          |                                                                          |  |                                              |                                              |  |                                                                                      |                                                                                      |  |                                                                    |                                                                    |  |                                   |                                   |  |                                            |                                            |  |
|                                                           |                                                           |  | Lucjusz Kalpurniusz Pizon Frugi konsul 133 p.n.e.                        |                                                                          |  |                                              |                                              |  |                                                                                      |                                                                                      |  |                                                                    |                                                                    |  |                                   |                                   |  |                                            |                                            |  |
|                                                           |                                                           |  |                                                                          |                                                                          |  |                                              |                                              |  |                                                                                      |                                                                                      |  |                                                                    |                                                                    |  |                                   |                                   |  |                                            |                                            |  |
|                                                           |                                                           |  |                                                                          |                                                                          |  |                                              |                                              |  |                                                                                      |                                                                                      |  |                                                                    |                                                                    |  |                                   |                                   |  |                                            |                                            |  |
|                                                           |                                                           |  | Lucjusz Kalpurniusz Pizon Frugi pretor 112 p.n.e.                        |                                                                          |  |                                              |                                              |  |                                                                                      |                                                                                      |  |                                                                    |                                                                    |  |                                   |                                   |  |                                            |                                            |  |
|                                                           |                                                           |  |                                                                          |                                                                          |  |                                              |                                              |  |                                                                                      |                                                                                      |  |                                                                    |                                                                    |  |                                   |                                   |  |                                            |                                            |  |
|                                                           |                                                           |  |                                                                          |                                                                          |  |                                              |                                              |  |                                                                                      |                                                                                      |  |                                                                    |                                                                    |  |                                   |                                   |  |                                            |                                            |  |
| Lucjusz Kalpurniusz Pizon Frugi pretor 74 p.n.e.          | Lucjusz Kalpurniusz Pizon Frugi pretor 74 p.n.e.          |  |                                                                          |                                                                          |  |                                              |                                              |  | Marek Pupiusz Pizon Frugi Kalpurnian konsul 61 p.n.e.                                | Marek Pupiusz Pizon Frugi Kalpurnian konsul 61 p.n.e.                                |  |                                                                    |                                                                    |  |                                   |                                   |  |                                            |                                            |  |
|                                                           |                                                           |  |                                                                          |                                                                          |  |                                              |                                              |  |                                                                                      |                                                                                      |  |                                                                    |                                                                    |  |                                   |                                   |  |                                            |                                            |  |
|                                                           |                                                           |  |                                                                          |                                                                          |  |                                              |                                              |  |                                                                                      |                                                                                      |  |                                                                    |                                                                    |  |                                   |                                   |  |                                            |                                            |  |
| Gajusz Kalpurniusz Pizon Frugi kwestor 58 p.n.e. • Tullia | Gajusz Kalpurniusz Pizon Frugi kwestor 58 p.n.e. • Tullia |  |                                                                          |                                                                          |  |                                              |                                              |  | Marek Kalpurniusz Pizon Frugi pretor 44 p.n.e.                                       | Marek Kalpurniusz Pizon Frugi pretor 44 p.n.e.                                       |  |                                                                    |                                                                    |  |                                   |                                   |  |                                            |                                            |  |
|                                                           |                                                           |  |                                                                          |                                                                          |  |                                              |                                              |  |                                                                                      |                                                                                      |  |                                                                    |                                                                    |  |                                   |                                   |  |                                            |                                            |  |
|                                                           |                                                           |  |                                                                          |                                                                          |  |                                              |                                              |  |                                                                                      |                                                                                      |  |                                                                    |                                                                    |  |                                   |                                   |  |                                            |                                            |  |
|                                                           |                                                           |  |                                                                          |                                                                          |  |                                              |                                              |  | Marek Licyniusz Krassus Frugi konsul 14 p.n.e.                                       |                                                                                      |  |                                                                    |                                                                    |  |                                   |                                   |  |                                            |                                            |  |
|                                                           |                                                           |  |                                                                          |                                                                          |  |                                              |                                              |  |                                                                                      |                                                                                      |  |                                                                    |                                                                    |  |                                   |                                   |  |                                            |                                            |  |
|                                                           |                                                           |  |                                                                          |                                                                          |  |                                              |                                              |  |                                                                                      |                                                                                      |  |                                                                    |                                                                    |  |                                   |                                   |  |                                            |                                            |  |
|                                                           |                                                           |  |                                                                          |                                                                          |  |                                              |                                              |  | Marek Licyniusz Krassus Frugi konsul 27 n.e. • Skrybonia                             |                                                                                      |  |                                                                    |                                                                    |  |                                   |                                   |  |                                            |                                            |  |
|                                                           |                                                           |  |                                                                          |                                                                          |  |                                              |                                              |  |                                                                                      |                                                                                      |  |                                                                    |                                                                    |  |                                   |                                   |  |                                            |                                            |  |
|                                                           |                                                           |  |                                                                          |                                                                          |  |                                              |                                              |  |                                                                                      |                                                                                      |  |                                                                    |                                                                    |  |                                   |                                   |  |                                            |                                            |  |
| Gnejusz Pompejusz Magnus • Klaudia Antonia                | Gnejusz Pompejusz Magnus • Klaudia Antonia                |  |                                                                          |                                                                          |  | Marek Licyniusz Krassus Frugi konsul 64 n.e. | Marek Licyniusz Krassus Frugi konsul 64 n.e. |  | Lucjusz Kalpurniusz Pizon Frugi Licynianus po adopcji Servius Sulpicius Galba Caesar | Lucjusz Kalpurniusz Pizon Frugi Licynianus po adopcji Servius Sulpicius Galba Caesar |  |                                                                    |                                                                    |  | Licyniusz Krassus Skrybonian      | Licyniusz Krassus Skrybonian      |  | Licynia Wielka • Lucjusz Kalpurniusz Pizon | Licynia Wielka • Lucjusz Kalpurniusz Pizon |  |
|                                                           |                                                           |  |                                                                          |                                                                          |  |                                              |                                              |  |                                                                                      |                                                                                      |  |                                                                    |                                                                    |  |                                   |                                   |  |                                            |                                            |  |
|                                                           |                                                           |  |                                                                          |                                                                          |  |                                              |                                              |  |                                                                                      |                                                                                      |  |                                                                    |                                                                    |  |                                   |                                   |  |                                            |                                            |  |
| Licyniusz Skrybonian Kamerin                              | Licyniusz Skrybonian Kamerin                              |  | Gajusz Kalpurniusz Pizon Krassus Frugi Licynian konsul zastępczy 87 n.e. | Gajusz Kalpurniusz Pizon Krassus Frugi Licynian konsul zastępczy 87 n.e. |  | Licynia Preteksta westalka                   | Licynia Preteksta westalka                   |  |                                                                                      |                                                                                      |  | Lucjusz Skryboniusz Libon Rupilius Frugi konsul zastępczy za Nerwy | Lucjusz Skryboniusz Libon Rupilius Frugi konsul zastępczy za Nerwy |  | Licynia Kornelia Woluzja Torkwata | Licynia Kornelia Woluzja Torkwata |  |                                            |                                            |  |
|                                                           |                                                           |  |                                                                          |                                                                          |  |                                              |                                              |  |                                                                                      |                                                                                      |  |                                                                    |                                                                    |  |                                   |                                   |  |                                            |                                            |  |
|                                                           |                                                           |  |                                                                          |                                                                          |  |                                              |                                              |  |                                                                                      |                                                                                      |  |                                                                    |                                                                    |  |                                   |                                   |  |                                            |                                            |  |
| Gajusz Kalpurniusz Pizon Krassus Frugi Licynian           | Gajusz Kalpurniusz Pizon Krassus Frugi Licynian           |  |                                                                          |                                                                          |  | Kalpurnia Preteksta                          | Kalpurnia Preteksta                          |  | Rupilia Faustina                                                                     | Rupilia Faustina                                                                     |  |                                                                    |                                                                    |  | Matidia Młodsza                   | Matidia Młodsza                   |  |                                            |                                            |  |
|                                                           |                                                           |  |                                                                          |                                                                          |  |                                              |                                              |  |                                                                                      |                                                                                      |  |                                                                    |                                                                    |  |                                   |                                   |  |                                            |                                            |  |
|                                                           |                                                           |  |                                                                          |                                                                          |  |                                              |                                              |  |                                                                                      |                                                                                      |  |                                                                    |                                                                    |  |                                   |                                   |  |                                            |                                            |  |